# 京セラコミュニケーションシステム
京セラコミュニケーションシステム株式会社（きょうセラコミュニケーションシステム、英: KYOCERA Communication Systems Co., Ltd.）は、システムのコンサルティングから開発、運用・保守、管理を行うシステムインテグレーター（ユーザー系）である。通称KCCS。

## 概要
ERPの開発販売、ソーラー、データセンター事業まで多岐に渡る。SIerであると同時にSigfoxなどの通信キャリアの無線インフラを担っている。京セラの手がけるアメーバ経営をシステム面で支えており、子会社の旧・KCCSマネジメントコンサルティングと共に日本航空再建に深く関与した。

## 沿革
- 1995年（平成7年）
  - 10月 - 京セラ株式会社経営情報システム事業部が分離独立し、京セラコミュニケーションシステム株式会社として事業開始。
  - 12月 - 京セラ電子機器株式会社を吸収合併。
- 2001年（平成13年）
  - 1月 - 京瓷信息系統（上海）有限公司を設立。
  - 4月 - ディーディーアイエンジニアリング株式会社を吸収合併。
- 2004年（平成16年）10月 - 丸善システムインテグレーション株式会社に資本参加し、京セラ丸善システムインテグレーション株式会社に社名変更。
- 2005年（平成17年）10月 - KCCSキャリアテック株式会社に資本参加。
- 2006年（平成18年）4月 - KCCSマネジメントコンサルティング株式会社を設立。
- 2011年（平成23年）2月 - KCCSモバイルエンジニアリング株式会社（現 京セラみらいエンビジョン）を設立。
- 2012年（平成24年）
  - 6月 - 京瓷阿美巴管理顧問（上海）有限公司を設立。
  - 8月 - 中国ブロードバンドサービス株式会社に資本参加。
  - 11月 - エムオーテックス株式会社に資本参加。
- 2013年（平成25年）
  - 4月 - Kyocera Communication Systems Singapore Pte. Ltd.を設立。
  - 8月 - Kyocera Communication Systems Vietnam Co., Ltd.を設立。
- 2014年（平成26年）
  - 1月 - 東海ブロードバンドサービス株式会社を設立。
  - 10月 - Propel Network Sdn. Bhd.に資本参加。
- 2016年（平成28年）
  - 3月 - KCCSマネジメントコンサルティングを吸収合併。
  - 12月 - 京セラ丸善システムインテグレーションを吸収合併。
- 2017年（平成29年）
  - 2月 - Sigfoxの日本国内向けオペレーターとしてサービス提供開始[2]。
- 2019年（平成31年、令和元年）
  - 1月 - 株式会社Ristの全株式を取得、子会社化[3]。
  - 9月 - 中国ブロードバンドサービスの全株式を譲渡[4]。
- 2021年（令和3年）
  - 2月 - 進和第一通信建設株式会社の全株式を取得、子会社化[5]。
- 2022年（令和4年）
  - 4月 - 子会社として株式会社Altを設立[6]
  - 9月 - 東京センチュリー、東京ガスエンジニアリングソリューションズと共同出資で、A&Tm株式会社を設立[7]。

## グループ会社
- エムオーテックス株式会社
- 京セラみらいエンビジョン株式会社
- 株式会社AltX
- 株式会社Rist
- KCCSコネクトエンジニアリング株式会社
- 京瓷信息系統(上海)有限公司
- KYOCERA Communication Systems Vietnam Co., Ltd.
- KYOCERA Communication Systems Kinetic Myanmar Co., Ltd.
- KYOCERA PROPEL NETWORK SDN. BHD.
- KYOCERA Communication Systems Singapore Pte. Ltd.